# Кочна (Єсенице)
Кочна (словен. Kočna) — поселення в общині Єсениці, Горенський регіон, Словенія. Висота над рівнем моря: 669 м.